# Vougy, Loire
Vougy là một xã trong tỉnh Loire miền trung nước Pháp.